# ディカルブ・アベニュー駅 (BMTカナーシー線)
ディカルブ・アベニュー駅（DeKalb Avenue）はブルックリン区ブッシュウィックのディカルブ・アベニュー - ワイコフ・アベニュー交差点にあるニューヨーク市地下鉄BMTカナーシー線の駅で、終日L系統が停車する。

## 歴史
ディカルブ・アベニュー駅は1928年7月14日にカナーシー線のブロードウェイ・ジャンクション駅-　モントローズ・アベニュー駅間延伸とともに開業した。

## 駅構造
| G          | 地上階                       | 出入口                                                                              |
| M          | 改札階                       | 改札口、駅員室、メトロカード/OMNY自動販売機                                         |
| P ホーム階 | 相対式ホーム、右側ドアが開く | 相対式ホーム、右側ドアが開く                                                        |
| P ホーム階 | 北行線                       | ← 8番街駅ゆき（ジェファーソン・ストリート駅）                                       |
| P ホーム階 | 南行線                       | → カナーシー-ロッカウェイ・パークウェイ駅ゆき（マートル-ワイコフ・アベニュース駅）→ |
| P ホーム階 | 相対式ホーム、右側ドアが開く |                                                                                     |

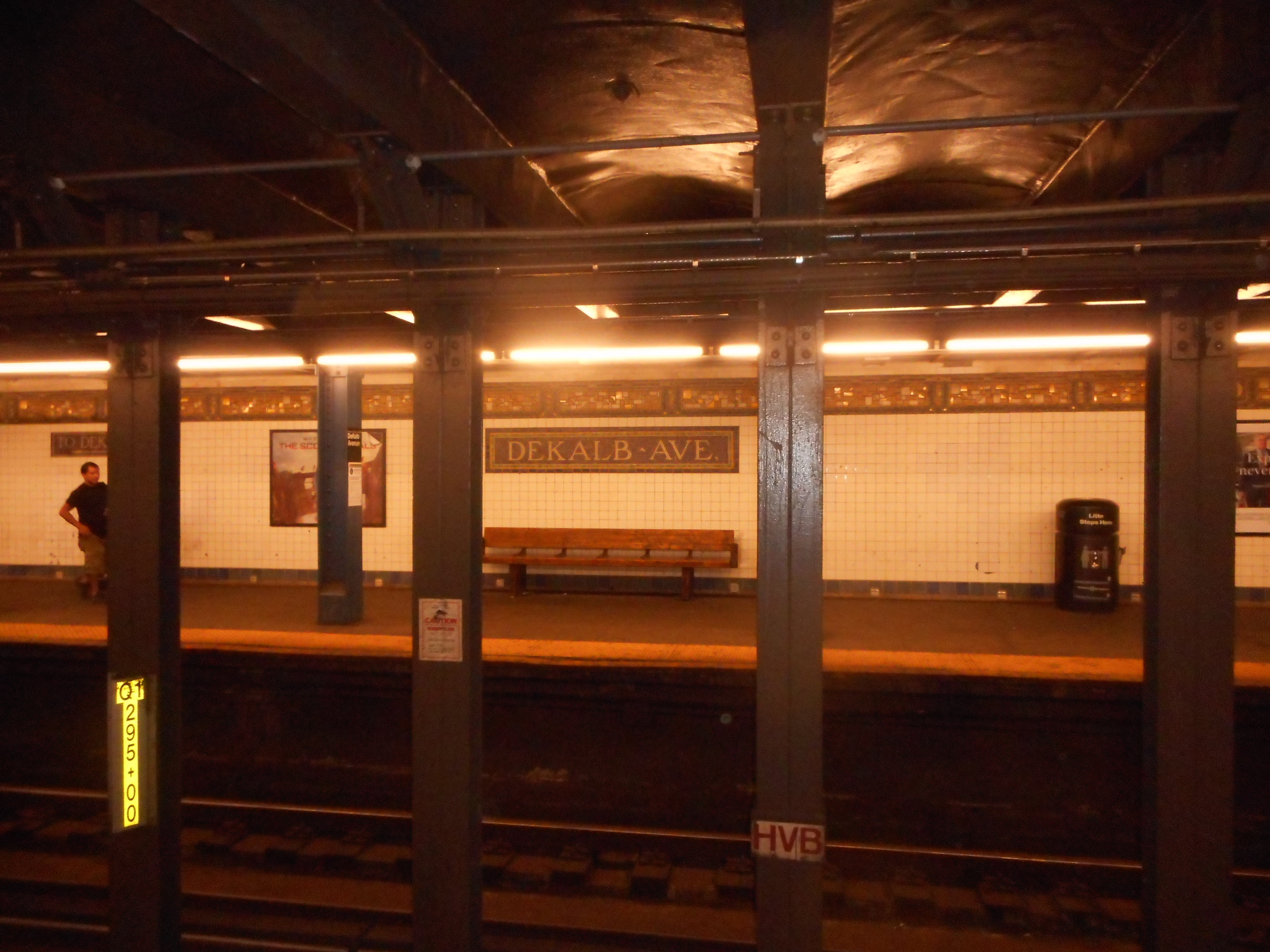
ホーム階

ディカルブ・アベニュー駅は相対式ホーム2面2線の地下駅である。ホームには青く塗られた柱が等間隔で建っており、1本おきにニューヨーク市地下鉄で標準的な黒地に白のレタリングを施した駅名標が取り付けられている。
ホームの壁には緑と青を主体に黄色とタンでアクセントをつけたタイルモザイクの帯が施されている。メザニンからマンハッタン方面ホームに向かう階段にも施されており、2000年夏には7インチほどの大きさの青い背景にダルグリーンでエントランスをモチーフにしたデザインが描かれた。この帯には等間隔でディカルブ（"DeKalb"）を表す"D"の銘板が取り付けられている。
駅にはエントランスが3つあり、メインエントランスはホーム上の西端にある。各ホームからの階段が1本ずつあり、ホーム間連絡通路を兼ねた待合所と自動改札機、トークン・ブースが設けられている。外に通じる階段が4本あり、ディカルブ・アベニュー - ワイコフ・アベニュー交差点の四つ角それぞれに出られるようになっている。
あとの2つはホームの東端にあり、無人である。それぞれにHEET自動改札機と通りに出る階段が2本設けられている。マンハッタン方面ホームからはワイコフ・アベニュー - スタンホープ・ストリート交差点の北東角と北西角に、カナーシー方面ホームからは同交差点の南東角と南西角に出ることができる。